# Max von Mulzer

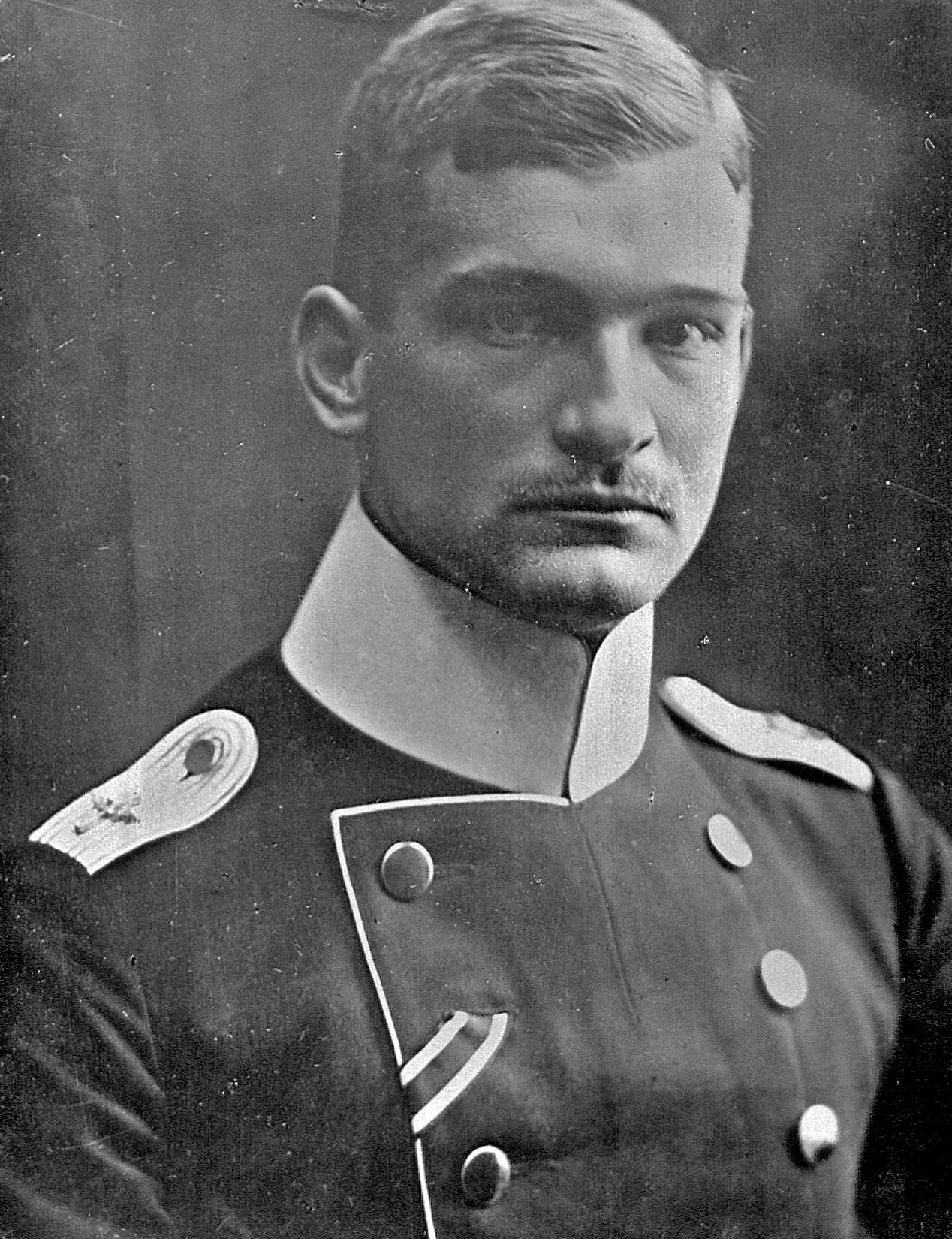
Max von Mulzer

Maximilian Mulzer, seit 1916 Ritter von Mulzer (* 9. Juli 1893 in Kimratshofen; † 26. September 1916 in Valenciennes) war ein deutscher Jagdflieger des Ersten Weltkrieges und Ritter des Ordens Pour le Mérite.

## Leben
Mulzer wurde als Sohn eines Arztes aus Memmingen geboren und ist dort auch aufgewachsen. Nach dem Abschluss seiner Schulausbildung absolvierte er das Kadettenkorps der Bayerischen Armee. Im Juli 1913 trat er in das 8. Chevaulegers-Regiment in Dillingen an der Donau ein, wo er nach Ausbruch des Ersten Weltkriegs am 13. Dezember 1914 zum Leutnant befördert wurde.
Vom 20. August bis zum 27. November 1915 war Mulzer zur Ausbildung bei der bayerischen Flieger-Ersatz-Abteilung (FEA). Am 13. Dezember zog er mit der bayerischen Feldflieger-Abteilung 4 ins Feld. Nach kurzer Zeit wurde er Kommandeur der bayerischen Feldflieger-Abteilung 5 und danach der Feldflieger-Abteilung 62, wo er zusammen mit Oswald Boelcke und Max Immelmann flog. Am 13. Juli 1916 wurde er Führer Fliegerabteilung 32.

### Pour le Mérite

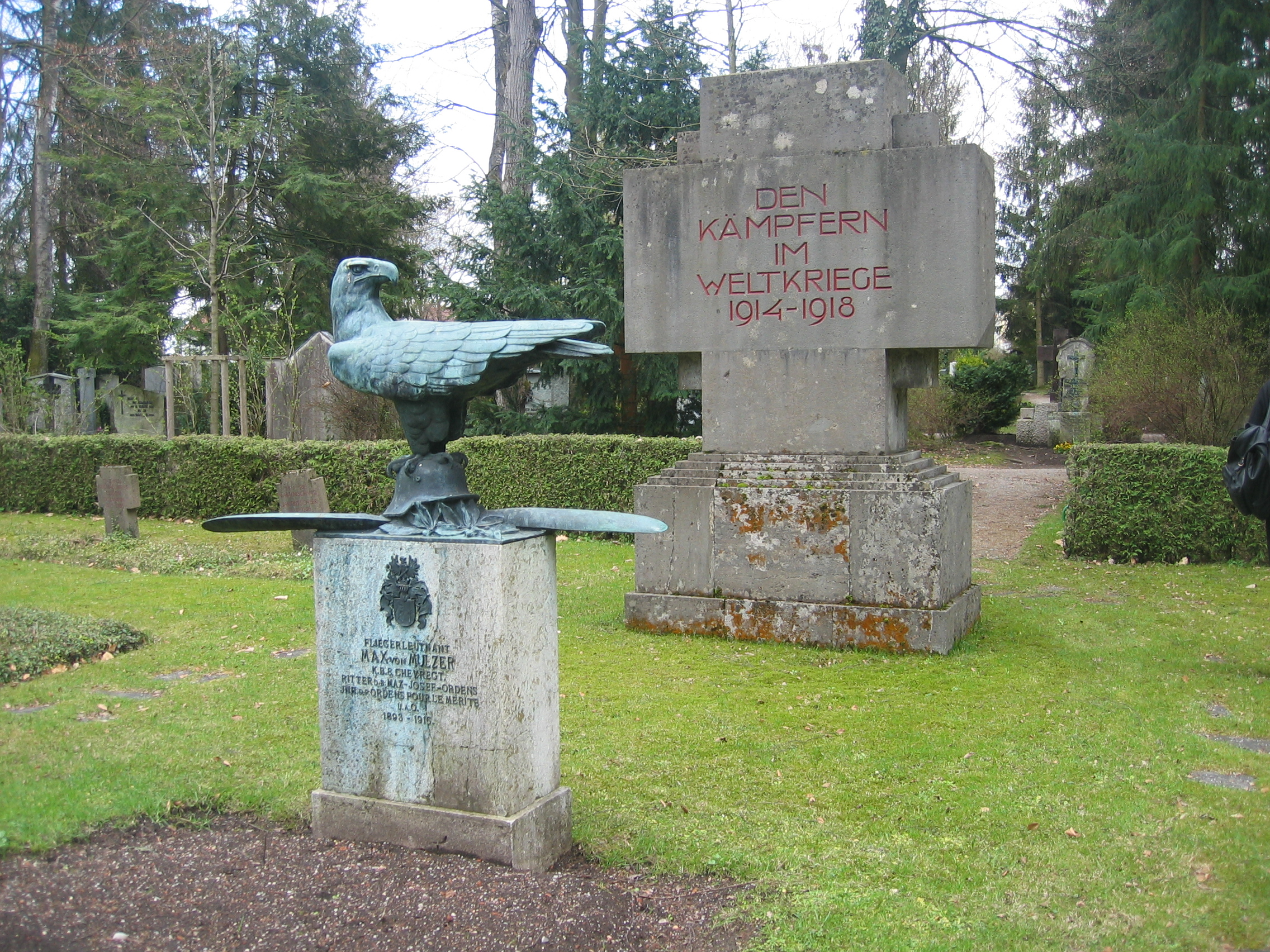
Das Ehrengrab Mulzers auf dem Memminger Waldfriedhof

Er war einer der erfolgreichsten Fliegeroffiziere der Bayerischen Armee und wurde mehrmals in Tagesberichten der Obersten Heeresleitung erwähnt. So am 4. August 1916, als er bei einem Luftkampf bei Lens am 3. August 1916 sein 9. Flugzeug abschoss. Am 9. Juli 1916 verlieh ihm Kaiser Wilhelm II. den höchsten preußischen Orden, den Pour le Mérite. Am 6. September 1916 verlieh ihm der bayerische König Ludwig III. den höchsten bayerischen Tapferkeitsorden, den Militär-Max-Joseph-Orden, der mit einer Erhebung in den Persönlichen Adelsstand verbunden war. Max Mulzer durfte sich von nun an Ritter von Mulzer nennen.
Die Stadt Memmingen verlieh ihm im Alter von nur 23 Jahren die Ehrenbürgerwürde.
Bei einem Besuch des Armee-Flugparks VI in Valenciennes verunglückte er am 26. September 1916 beim Flug mit einer Albatros D I (Kennung 426/16) tödlich.
Ihm zur Ehre wurde auf dem Mariaberg bei Kempten die Mulzer-Föhre gepflanzt. Er ist in Memmingen auf dem Waldfriedhof begraben, wo er ein Ehrengrab mit einer vom Bildhauers Gustav Adolf Daumiller angefertigten Skulptur erhielt.

## Liste der Abschüsse

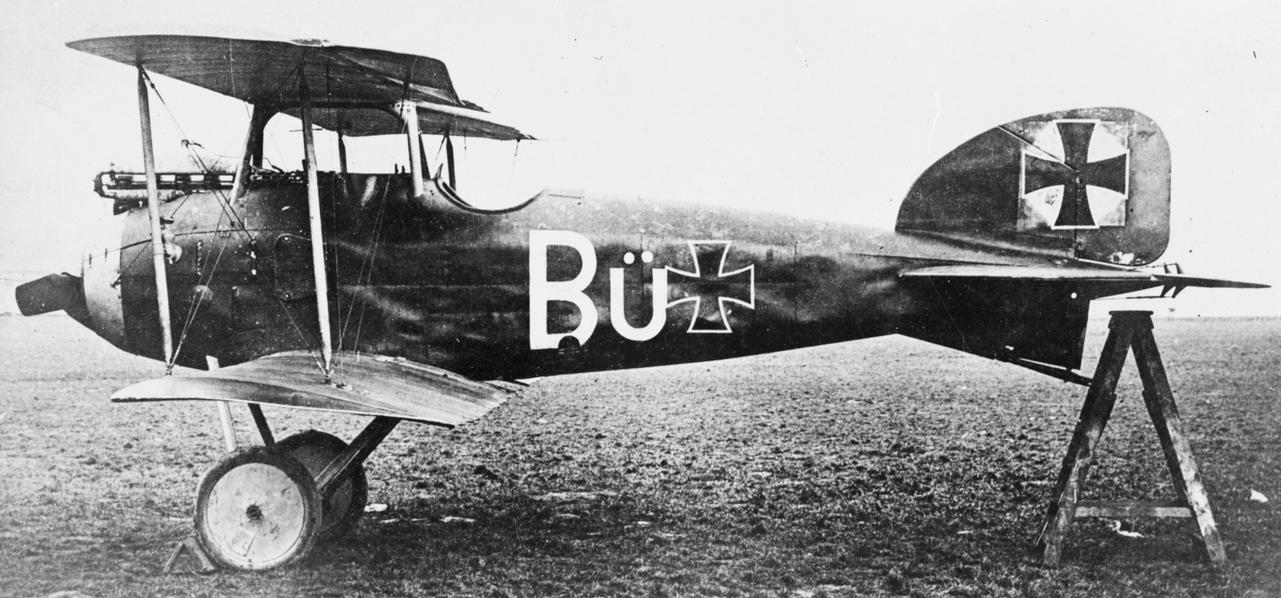
Albatros D.I

| Abschuss-Nr.  | Wann           | Einheit | Gegner               | Wo              |
| ------------- | -------------- | ------- | -------------------- | --------------- |
| n. off. best. | 13. März 1916  | FA 62   | Morane               |                 |
| 1             | 23. April 1916 | FA62    | Vickers F.B.5 (5471) | nördl. Wancourt |
| 2             | 31. Mai 1916   | FA 62   | F.E.2b (6345)        | westl. Cambrai  |
| 3             | 8. Juni 1916   | KEK N   | F.E.2b (6940)        | Nähe Lens       |
| 4             | 22. Juni 1916  | KEK N   | F.E.2b (5209)        | Loos            |
| 5             | 26. Juni 1916  | KEK N   | F.E.2b               |                 |
| 6             | 2. Juli 1916   | KEK B   | B.E.2c (2654)        | Miraumont       |
| 7             | 8. Juli 1916   | KEK B   | B.E.2c (5764)        | Miraumont       |
| 8             | 22. Juli 1916  | FA 32   | EA                   | östl. Hulloch   |
| 9             | 3. Aug 1916    | FA 32   | F.E.2b (4272)        | Lens            |